# 차이황루
차이황루(중국어: 蔡黃汝, 병음: Cài Huángrǔ, 한자음: 채황여, 1987년 11월 15일 ~ )는 중화민국의 배우, 가수, 텔레비전 진행자이다.